# Willem II van Eu
Willem II van Eu (overleden in 1096) was van 1091/1093 tot aan zijn dood graaf van Eu en heer van Hastings. Hij behoorde tot het huis Normandië.

## Levensloop
Willem II was de oudste zoon van graaf Robert I van Eu uit diens eerste huwelijk met Beatrix van Falaise. Na de dood van zijn vader tussen 1091 en 1093 werd hij graaf van Eu en heer van Hastings. Als heer van Hastings bezat Willem 77 heerlijkheden in het westen van Engeland.
In 1088 was hij een van de edelen die in opstand kwamen tegen koning Willem II van Engeland. Hoewel hij vrede sloot met de koning, voerde hij een samenzwering met Willem van Aldrie, Roger de Lacy en Robert de Mowbray om koning Willem te vermoorden en hem te vervangen door zijn neef Stefanus van Aumale.
In 1095 brak in Engeland een grote opstand uit tegen koning Willem II, aangevoerd door Willem II van Eu en Robert de Montbray. De rebellen namen vier Noorse handelsschepen in beslag. Ze negeerden de eis van de koning om de koopwaar terug te geven, waarop koning Willem een bliksemcampagne voerde en de opstand neersloeg.
In januari 1096 werd Willem II van Eu in Salisbury aangeklaagd voor hoogverraad. Om zijn schuld of onschuld te bewijzen moest hij een gerechtelijk tweegevecht aangaan met Geoffrey Baynard, de voormalige Sheriff van Yorkshire. Willem II verloor en werd vervolgens de ogen uitgestoken en gecastreerd. Enkele dagen later overleed hij aan de gevolgen van deze straf.
Zijn zoon Hendrik I volgde hem op als graaf van Eu en heer van Hastings.

## Huwelijken en nakomelingen
Willem II was tweemaal gehuwd. Zijn eerste echtgenote was Beatrice, dochter van Roger I de Builli, baron van Tickhill. Ze kregen een zoon:
- Hendrik I (overleden in 1140), graaf van Eu en heer van Hastings

Zijn tweede echtgenote was Helisende van Avranches, dochter van Richard le Goz, burggraaf van Avranches. Hun huwelijk bleef kinderloos.